# 735
El 735 (DCCXXXV) fou un any comú començat en dissabte del calendari julià. L'ús del nom «735» per referir-se a aquest any es remunta a l'alta edat mitjana, quan el sistema Anno Domini esdevingué el mètode de numeració dels anys més comú a Europa.

## Esdeveniments
- Inici d'una epidèmia de verola al Japó que es prolongarà fins al 737 i matarà un terç de la població del país.[1]

## Necrològiques
- Beda, monjo benedictí, «pare de la història d'Anglaterra» i popularitzador del sistema Anno Domini.[2]
- Eudes I d'Aquitània.[3]
- Otger Cataló (segons la llegenda).[4]